# شر پوهی
شر پوهی (Šar Pūḫî) تشریفاتی در میان‌رودان بود که به هنگام خورشیدگرفتگی یا ماه‌گرفتگی انجام می‌شد. این تشریفات برای از بین بردن بدشگونی این رویدادها برگزار می‌شد. شر پوهی که به معنای «تعویض شاه» است، دستکم در طول قرن هفتم پیش از میلاد بسیار معمول بوده است. در این تشریفات هر گاه مشاوران شاه او را متقاعد می‌کردند که انجام شر پوهی لازم است، شاه تخت خود را به یک جانشین تحویل می‌داد تا طالع نحس، گریبان شاه تقلبی را بگیرد.

## تشریفات شر پوهی
برای این تشریفات ابتدا یک جانشین مناسب انتخاب می‌کردند. جانشین اغلب یک مجرمِ محکوم یا اسیر جنگی یا کسی از طبقات بسیار پایین جامعه بود که دربار و شاه به او و سرنوشتش اهمیتی نمی‌دادند.

بعد شاه و جانشین به‌طور رسمی نقش خود را مبادله می‌کردند. جانشین بر تخت شاهی می‌نشست و طالع مرتبط با گرفت را از بر می‌خواند. به این ترتیب او مسوولیت نقطه ضعف‌های شاه را می‌پذیرفت. شاه نیز در طول این مدت، بدون تشریفات و تجملات درباری در قصر باقی می‌ماند و به عنوان «کشاورز» مخاطب قرار می‌گرفت. او در پشت صحنه نقش خود را ایفا می‌کرد.

## سرانجام جانشین
تشریفات شر پوهی ممکن بود تا ۱۰۰ روز هم ادامه یابد. زمانی این تشریفات به پایان می‌رسید که پیشگویان اعلام می‌کردند که گزند شیطان گذر کرده است. در تمام این مدت، جانشین از لذت‌های قصر بهره می‌برد. غذاها، جشن‌ها و ملازمان خصوصی همه در خدمت او بودند. اما با پایان یافتن تشریفات، او در نقش قربانی، به سراغ سرنوشت خویش می‌رفت و اعدام می‌شد. گاهی برای این قربانی، مراسم خاکسپاری سلطنتی نیز برگزار می‌شد.

## اقتباس
در مجموعه‌ای تلویزیونی افسانه سلطان و شبان که از سریال‌های محبوب دهه شصت در ایران بود، داستانی با همین مضمون روایت می‌شود.